# 黄径琛
黄径琛（1916年—1991年），中国人民解放军将领、中国人民解放军开国少将。
曾任中国人民解放军南京军区防空军参谋长。1955年，授予中国人民解放军少将。